# Kolšov
Kolšov (en allemand : Kolleschau) est une commune du district de Šumperk, dans la région d'Olomouc, en Tchéquie. Sa population s'élevait à 732 habitants en 2023.

## Géographie
Kolšov se trouve à 6 km au nord-est de Zábřeh, à 9 km au sud de Šumperk, à 41 km au nord-ouest d'Olomouc et à 181 km à l'est-sud-est de Prague.
La commune est limitée par Sudkov au nord, par Brníčko à l'est, par Lesnice au sud, et par Postřelmov à l'ouest.

## Histoire
La première mention écrite de la localité date de 1356.

## Galerie

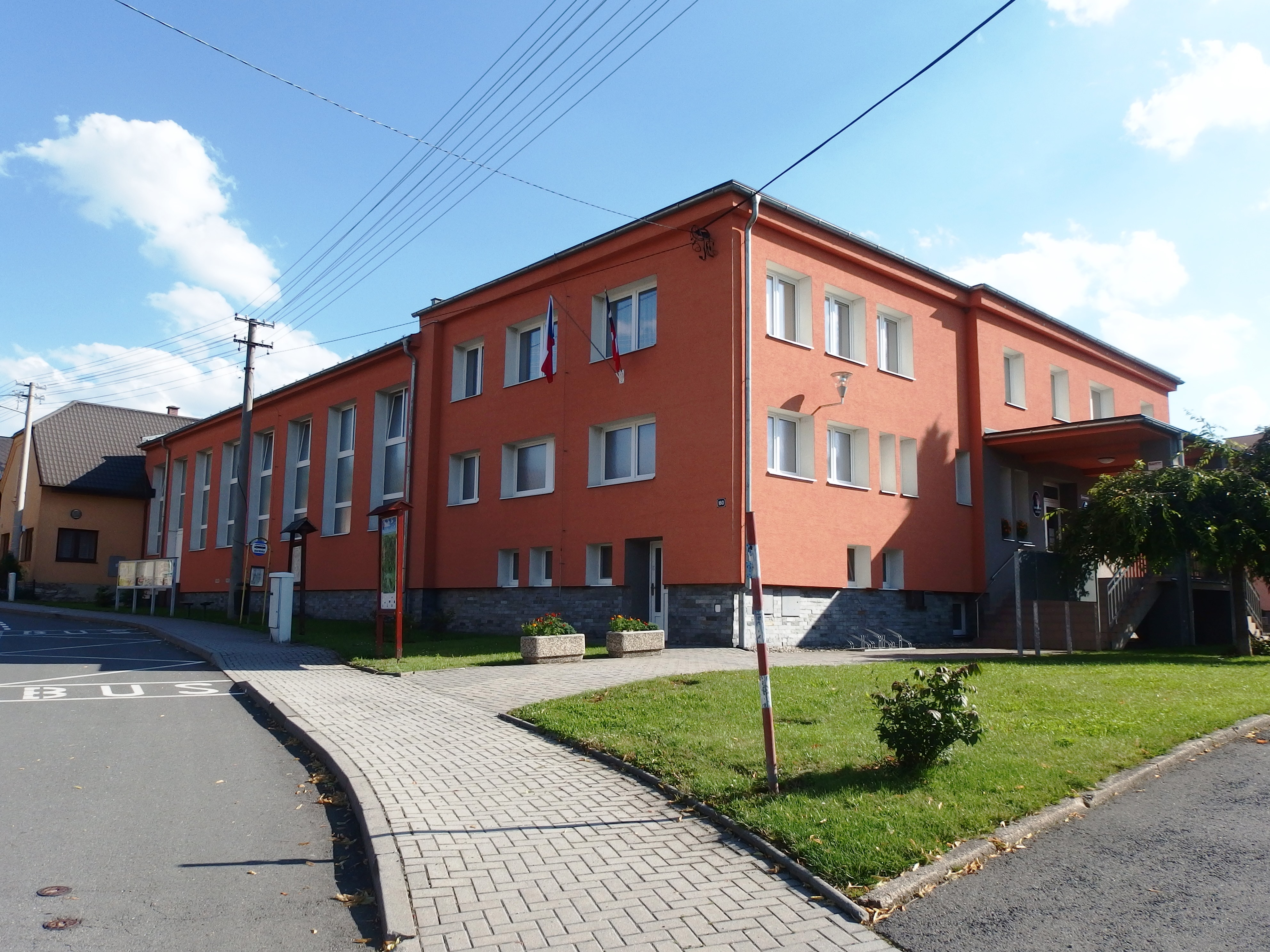
Kolšov : la mairie.
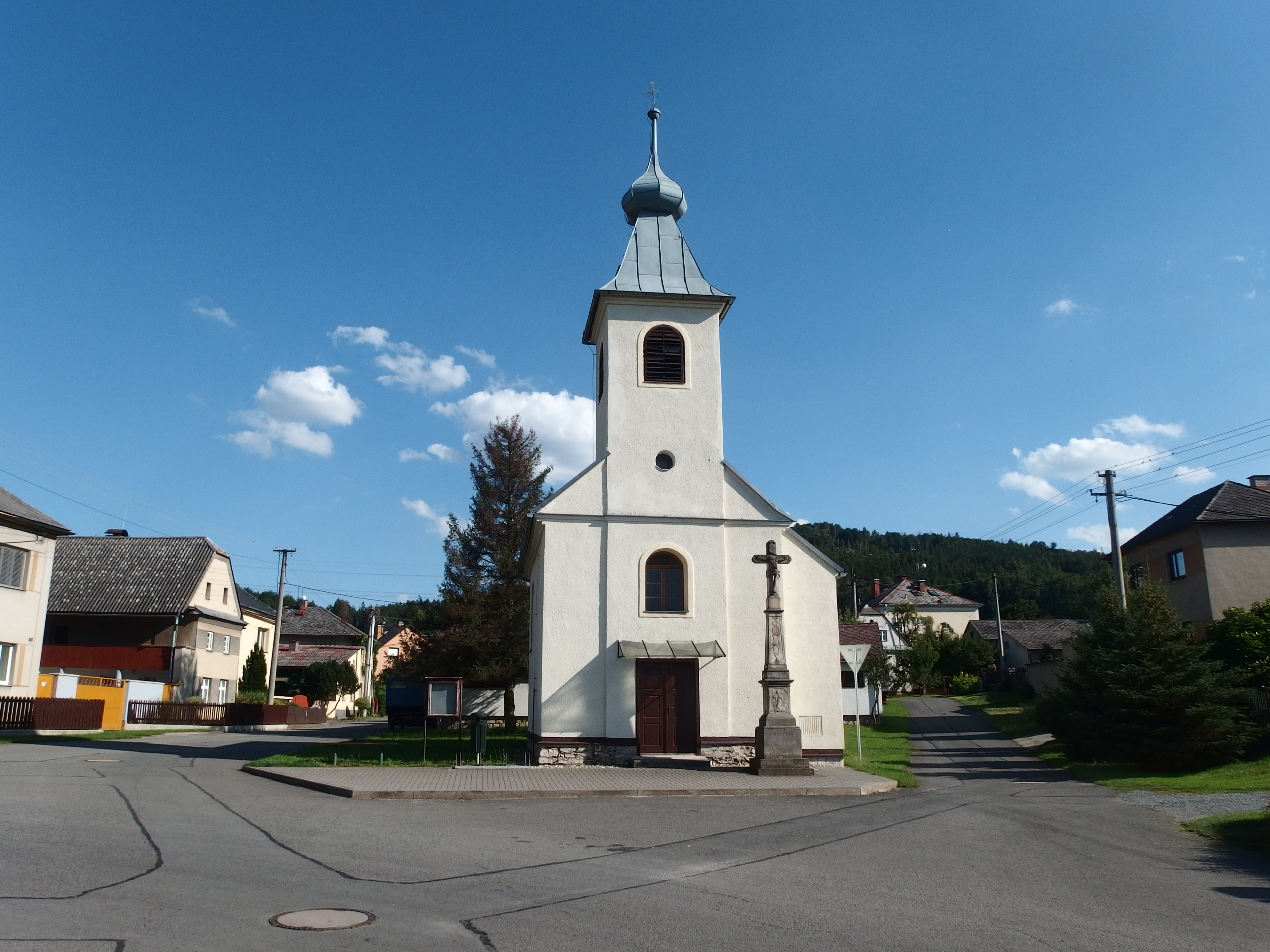
Centre de Kolšov.

## Transports
Par la route, Kolšov se trouve à 8,6 km de Šumperk, à 52 km d'Olomouc et à 229 km de Prague.